# Pentagastrina
La pentagastrina es un secretagogo pentapeptídico sintético más activo que la gastrina. La pentagastrina es el N-t-butiloxicarbonil-beta-alanil-L-triptofanil-L-metionil-L-aspartil-L-fenilalanina amida.

## Efectos farmacológicos
La acción más prominente de la pentagastrina es la estimulación de la secreción de ácido gástrico, pepsina y factor intrínseco de Castle; además, estimula la secreción pancreática, inhibe la absorción de agua y electrolitos en el íleon, contrae el músculo liso del esfínter esofágico inferior y estómago (pero demora el tiempo de evacuación gástrica), relaja el esfínter de Oddi, aumenta la circulación sanguínea en la mucosa gástrica, y en dosis elevadas estimula diversos músculos lisos de distintas especies.

## Vida media
La vida media de la pentagastrina en la circulación se ha medido en 10 minutos.

## Uso clínico
La pentagastrina produce respuestas secretorias gástricas reproducibles comparables a las inducidas por histamina y betasol, pero con mejores ventajas.

## Prueba de pentagastrina
La prueba solo requiere de una inyección subcutánea. La acción es breve y los efectos secundarios son menores y transitorios. Los fenómenos gastrointestinales incluyen náusea, borborigmos y tenesmo. Entre los efectos circulatorios se cuentan el rubor, la taquicardia, debilidad y mareos. La secreción gástrica inicia a los 10 minutos y las respuestas máximas se ven a los 30 minutos durando cerca de 60 minutos.